# Greco Bello
Greco Bello, född 6 Juli 2016, är en fransk varmblodig travhäst som tränas av Jean-Paul Marmion och körs av Antoine Wiels.
Han började tävla 2019 och han har hittills sprungit in 463 550 euro på 67 starter, varav 22 segrar, 11 andraplatser och 9 tredjeplats. Karriärens hittills största seger är tagen i Prix de Sille le Guillaume (2023).
Han har även segrat i Grand Prix Dynavena (2024), Prix Charley Mills (2025) och kommit på andraplats i Prix Banque Caixa Geral de Depositos (2024) och Prix de Strasbourg (2024) samt på tredjeplats i Grand Prix Dynavena (2022), Grand Prix de La Ville de Laval (2023), Grand Prix de Vincennes (2024) och Prix de Lille (2025).

## Statistik
| Statistik för Greco Bello (Ref.) | Statistik för Greco Bello (Ref.) | Statistik för Greco Bello (Ref.) | Statistik för Greco Bello (Ref.) | Statistik för Greco Bello (Ref.) | Statistik för Greco Bello (Ref.) |
| -------------------------------- | -------------------------------- | -------------------------------- | -------------------------------- | -------------------------------- | -------------------------------- |
| Starter                          | Placeringar                      | Startprissumma                   | Segerprocent                     | Platsprocent                     | Rekord                           |
| 67                               | 22-11-9                          | 463 550 euro                     | 33 %                             | 63 %                             | 1.11,3ak,                        |

### Större segrar
| År   | Lopp                       | Kusk             | Vinstbelopp | Grupp   |
| ---- | -------------------------- | ---------------- | ----------- | ------- |
| 2023 | Prix de Sille le Guillaume | Antoine Wiels    | 30 600 EUR  | Grupp 3 |
| 2024 | Grand Prix Dynavena        | Jérémy Lehericey | 23 400 EUR  | Grupp 3 |
| 2025 | Prix Charley Mills         | Antoine Wiels    | 23 850 EUR  | Grupp 3 |